# Simon Ganneau
Simon Ganneau (quelquefois orthographié Gannot), né le 9 août 1806 à Lormes et mort à Paris le 14 mars 1851, est un mystique ou illuminé français qui, sous le titre de Mapah, se présentait comme le prophète d'une religion nouvelle, l'Evadaïsme.

## Biographie
Né le 9 août 1806 à Lormes, Simon Ganneau était le fils d'un chapelier. À la mort de ce dernier (survenue avant 1832), Simon interrompit ses études et dilapida son héritage sur les tables de jeu de la capitale. Il s'établit ensuite comme phrénologue et installa son cabinet sur le boulevard Bonne-Nouvelle. Après avoir perdu sa compagne (une de ses « patientes » qui avait quitté son mari pour lui), il fut victime d'un profond désespoir qui se transforma bientôt en mysticisme.
C'est dans un contexte de religiosité romantique illustré par le procès intenté aux adeptes de Saint-Simon et du « nouveau christianisme » que Ganneau fonda en 1838 sa propre religion.

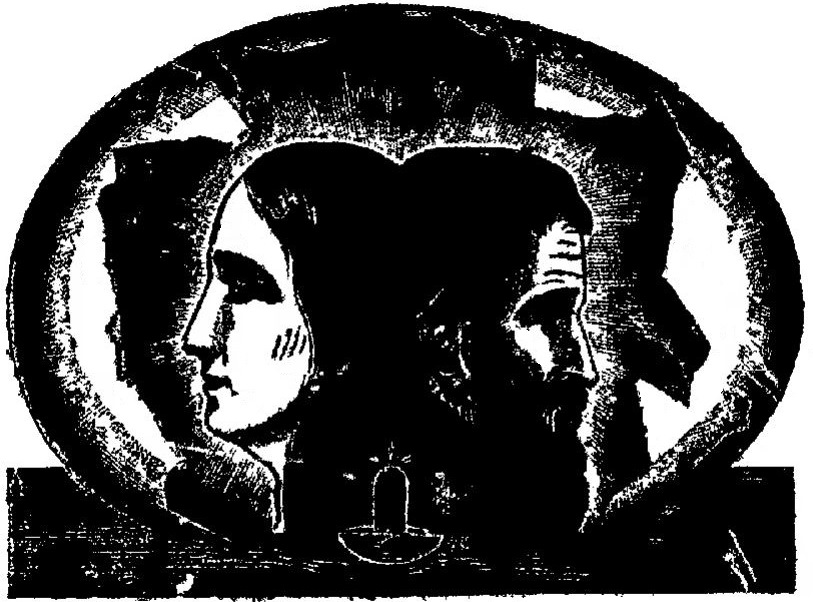
Gravure d'une brochure du Mapah (1838) représentant l'androgyne Èvadam constitué par le mariage de Marie-Ève et de Christ-Adam.

Il avait baptisé celle-ci l'Evadaïsme ou Evadisme, mot combinant les noms d'Adam et Ève, afin de prôner la fusion des principes mâle et femelle. Au nom de ce principe, Ganneau rejoignait les Saint-Simoniens dans leur revendication de l'égalité entre les hommes et les femmes. Dans le même esprit, il prit le titre de Mapah (fusion de Mater, « mère », et de Pater, « père » ou, plus prosaïquement, de « maman » et « papa »). Cet « androgynisme » se fondait sur une cosmogonie selon laquelle l'« embryogénie » de la planète était passé par quatre phases — l'« ignéisme », le « minéralisme », le « végétalisme » et l'« animalisme » — et devait aboutir à l'« adamisme ».
Les disciples du Mapah se réunissaient autour du grabat de leur prophète, dans son atelier de moulage de l'Île Saint-Louis. Parmi les adeptes plus ou moins convaincus, les amis de Ganneau ou encore les jeunes romantiques attirés par un mélange de socialisme utopique et de spiritualité progressiste, on retrouvait Théophile Thoré, Félix Pyat, Pierre-Jules Hetzel, Jacques-Germain Chaudes-Aigues, Flora Tristan, Joseph Sobrier, Alphonse-Louis Constant et Alphonse Esquiros.
Avec l'aide de son « apôtre » Louis-Charles Caillaux (1815-1896, cousin d'Eugène Caillaux), Simon Ganneau diffusa de nombreuses brochures (dont l'Arche de la Nouvelle Alliance) afin de répandre sa nouvelle religion.
Selon Éliphas Lévi, Ganneau aurait également affirmé être Louis XVII réincarné.
Comptant parmi les célébrités excentriques de Paris, Simon Ganneau fut notamment évoqué par Alexandre Dumas, qui l'avait connu avant sa conversion à l'Evadaïsme, ainsi que par Alphonse Karr, Traviès, Grandville et Louis Reybaud.
À la fin, Ganneau tentait de gagner sa vie en tant que mouleur ou marchand de tableaux. Il mourut dans la misère en 1851, laissant une jeune veuve (qui vécut jusqu'à 101 ans) et un fils de cinq ans que Théophile Gautier prit sous son aile, l'orientaliste Charles Simon Clermont-Ganneau (1846-1923).